# Петровичи (Бобруйский район)
Петро́вичи (бел. Пятровічы) — деревня в составе Горбацевичского сельсовета Бобруйского района Могилёвской области Республики Беларусь.

## История
До 20 ноября 2013 года входила в состав Гороховского сельсовета.

## Население
- 1795 год — 12 домов: 48 мужчин и 34 женщины
- 1999 год — 284 человека
- 2010 год — 187 человек

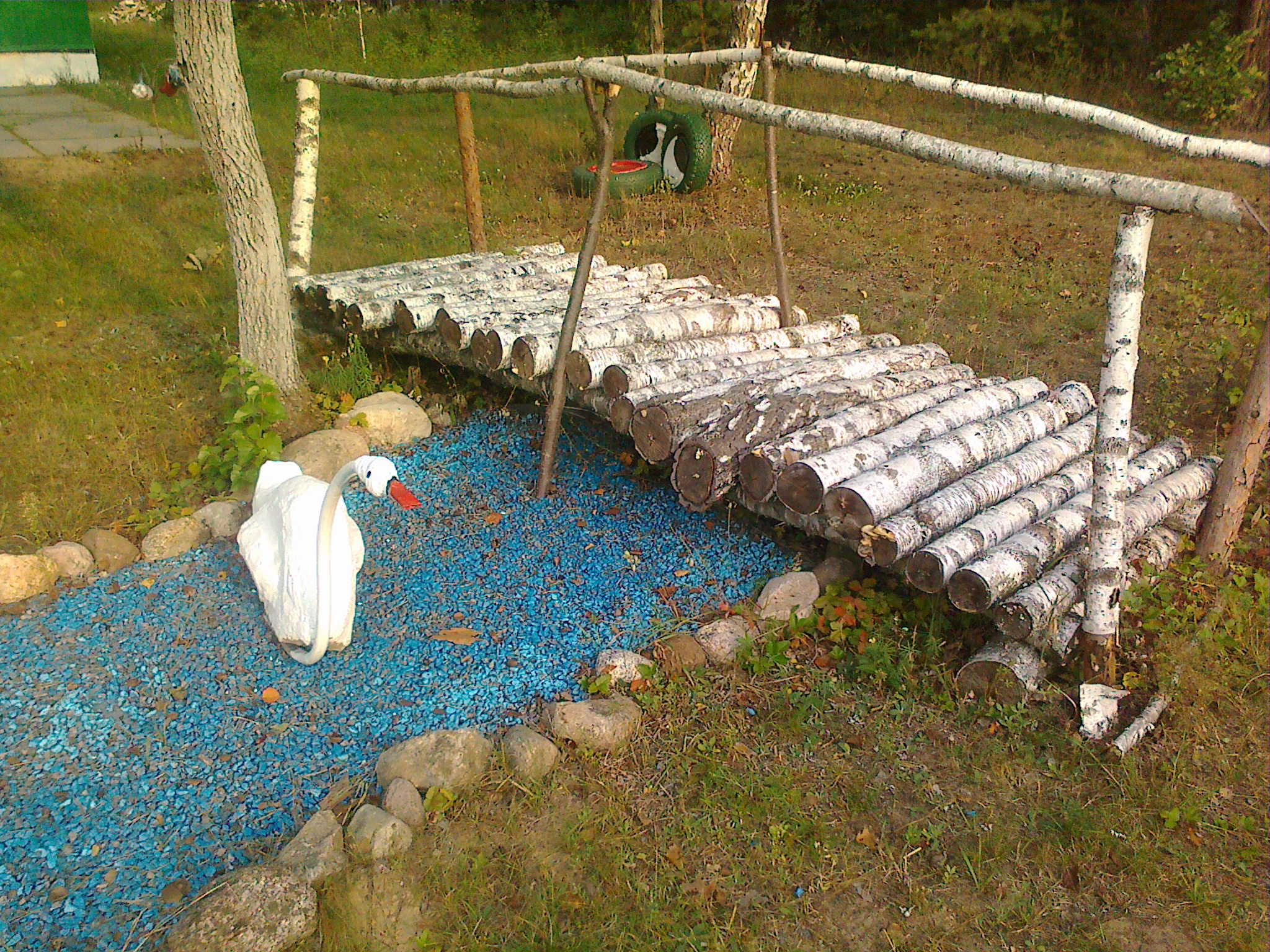
У СДК Петровичи, Бобруйский район
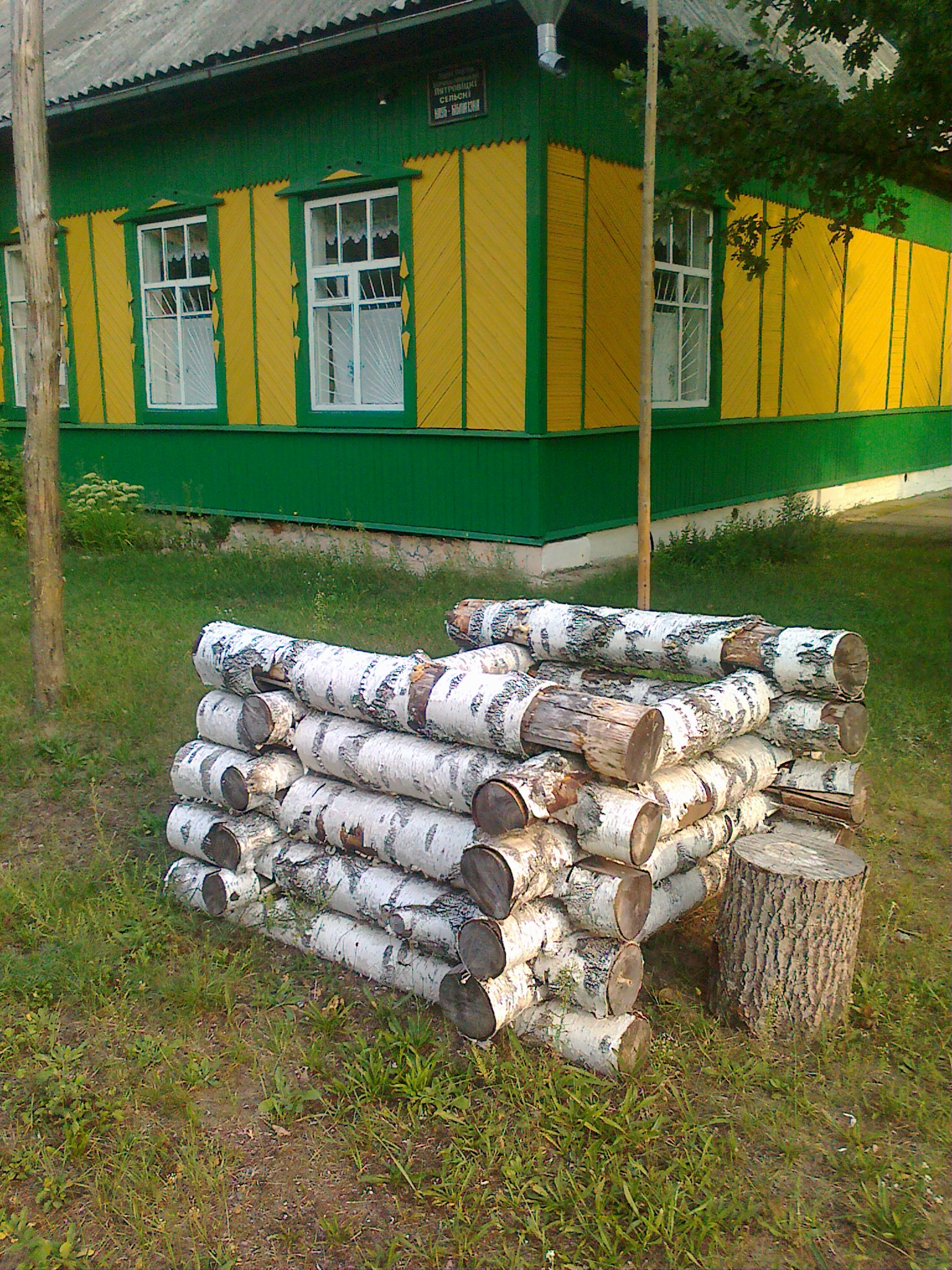
Деревня Петровичи, СДК
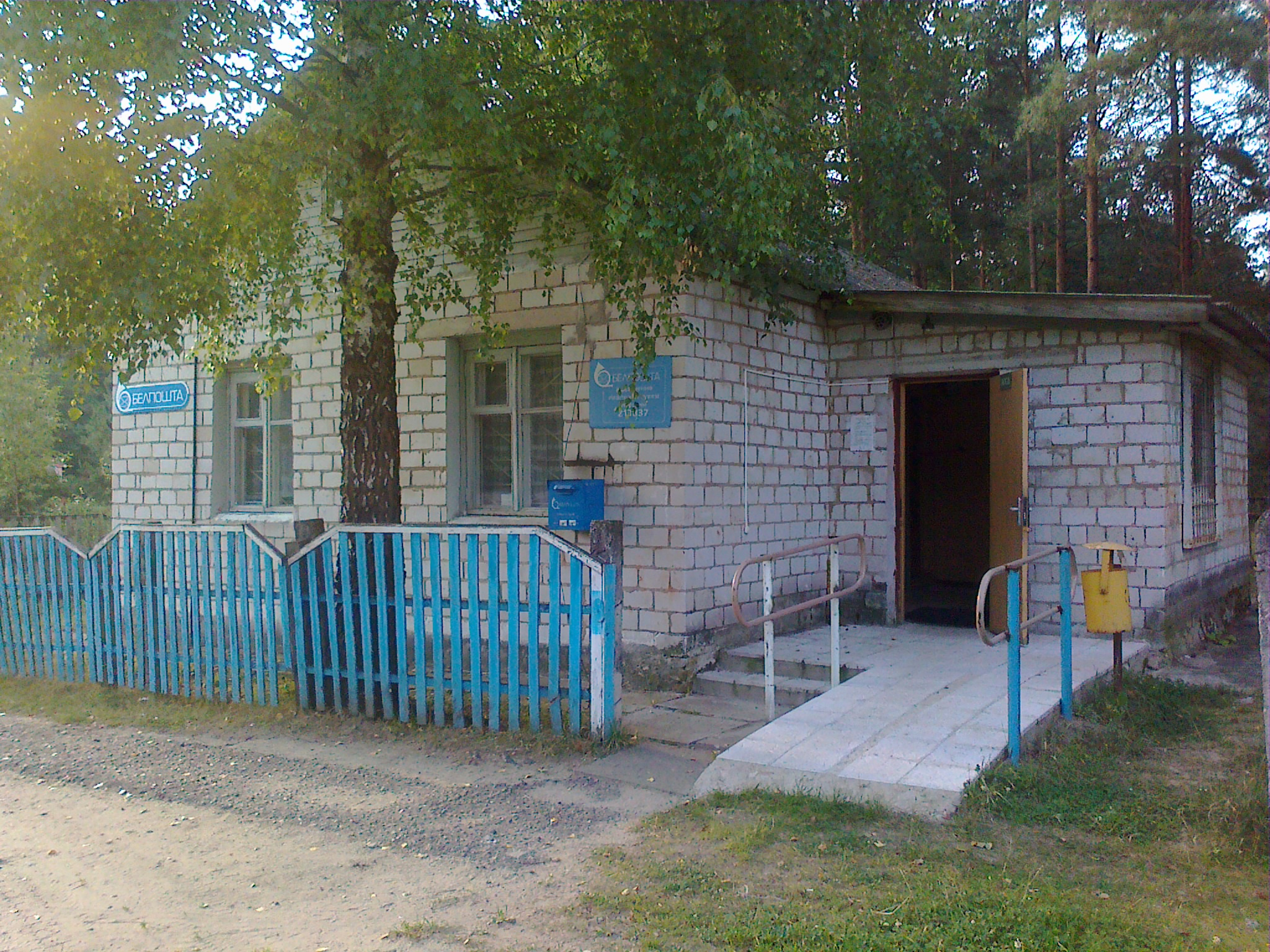
Деревня Петровичи, Бобруйский район